# Eishockey-Bundesliga (Österreich) 1990/91
Meister der Österreichischen Eishockey-Liga 1990/91 wurde zum 25. Mal in der Vereinsgeschichte der EC KAC, der sich im Finale gegen den EC VSV durchsetzte.

## Modus
Die sechs Vereine spielten im Grunddurchgang jeweils sechs Mal gegeneinander. Anschließend wurde ein Play-off ausgetragen, bei dem der 1. gegen den 4., der 2. gegen den 5. und der 3. gegen den 6. des Grunddurchganges spielte. Die drei Verlierer dieser Begegnungen spielten in einer Hoffnungsrunde (mit Hin- und Rückrunde) aus, wer gemeinsam mit den drei Gewinnern der Play-off-Begegnungen das Halbfinale austrägt.

## Grunddurchgang
| Platz | Team          | Spiele | S  | N  | Tore    | Punkte |
| ----- | ------------- | ------ | -- | -- | ------- | ------ |
| 1     | EC Graz       | 30     | 23 | 7  | 171:110 | 46     |
| 2     | EC VSV        | 30     | 19 | 11 | 137:105 | 38     |
| 3     | Wiener EV     | 30     | 18 | 12 | 131:136 | 36     |
| 4     | VEU Feldkirch | 30     | 14 | 16 | 133:130 | 28     |
| 5     | EC KAC        | 30     | 11 | 19 | 111:132 | 22     |
| 6     | EV Innsbruck  | 30     | 5  | 25 | 92:162  | 10     |

## Playoffs

### Viertelfinale
- EC Graz (1) – VEU Feldkirch (4): 1:3 (2:4, 3:6, 3:2, 3:10)
- EC VSV (2) – EC KAC (5): 0:3 (2:4, 3:4, 3:6)
- Wiener EV (3) – EV Innsbruck  (6): 3:2 (9:1, 3:6, 4:1, 4:5, 5:3)

### Hoffnungsrunde
| Platz | Team         | Spiele | S | N | Tore  | Punkte |
| ----- | ------------ | ------ | - | - | ----- | ------ |
| 1     | EC VSV       | 4      | 3 | 1 | 25:14 | 6      |
| 2     | EC Graz      | 4      | 2 | 2 | 16:13 | 4      |
| 3     | EV Innsbruck | 4      | 1 | 3 | 10:24 | 2      |

### Halbfinale
- EC KAC (5) – Wiener EV (3): 3:1 (6:4, 4:5, 3:2, 6:3)
- VEU Feldkirch (4) – EC VSV (2): 0:3 (2:4, 3:4, 5:9)

### Finale
- EC VSV (2) – EC KAC (5): 1:3 (5:6 n. P., 3:7, 3:0, 3:4)

Mit dem Finalsieg über den EC VSV gewann der EC KAC zum 25. Mal in der Vereinsgeschichte den Titel des österreichischen Meisters.

## Kader des österreichischen Meisters
| Österreichischer Meister EC KAC | Torhüter: Robert Mack, Michael Puschacher, Michael Suttnig Verteidiger: Jim Burton, Peter Dilsky, Peter Kasper, Martin Krainz, Gert Possarnig, Erich Solderer, Johann Sulzer Angreifer: Thomas Cijan, Alexander Czechner, Gary Emmons, Iiro Järvi, Dieter Kalt, Helmut Karel, Helmut Koren, Günther Koren, Kraig Nienhuis, Patrick Pilloni, Andreas Pušnik, Mario Schaden, Ewald Seebacher, Harald Fülöp Trainer: Herbert Pöck |